# Cacao (Abalá)
Cacao es una localidad ubicada en el municipio de Abalá del estado mexicano de Yucatán y se encuentra en la Región 8 o Sur Poniente del mismo estado. Tiene una altitud promedio de 11 m s. n. m. y se localiza al sur de la ciudad capital del estado, la ciudad de Mérida.

## Toponimia
Cacao proviene de ka'kaw, que en idioma maya significa "cacao" (theobroma cacao).

## Hechos históricos
- En 1921 cambia su nombre de Cacán a Cacau.
- En 1930 cambia a Cacao y pasa del municipio de Abalá al de Umán.
- En 1936 regresa al municipio de Abalá.

## Importancia histórica
Tuvo su esplendor durante la época del auge henequenero y emitió fichas de hacienda las cuales por su diseño son de interés para los numismáticos. Dichas fichas acreditan la hacienda como propiedad de José María Ponce en 1889.

## Demografía
Según el censo de 2005 realizado por el INEGI, la población de la localidad era de 261 habitantes, de los cuales 142 eran hombres y 119 eran mujeres.
| 312                         | 345 | 351 | 199 | 233 | 359 | 400 | 435 | 442 | 234 | 206 | 235 | 261 |
| (Fuente: INEGI [Consultar]) |     |     |     |     |     |     |     |     |     |     |     |     |

## Galería

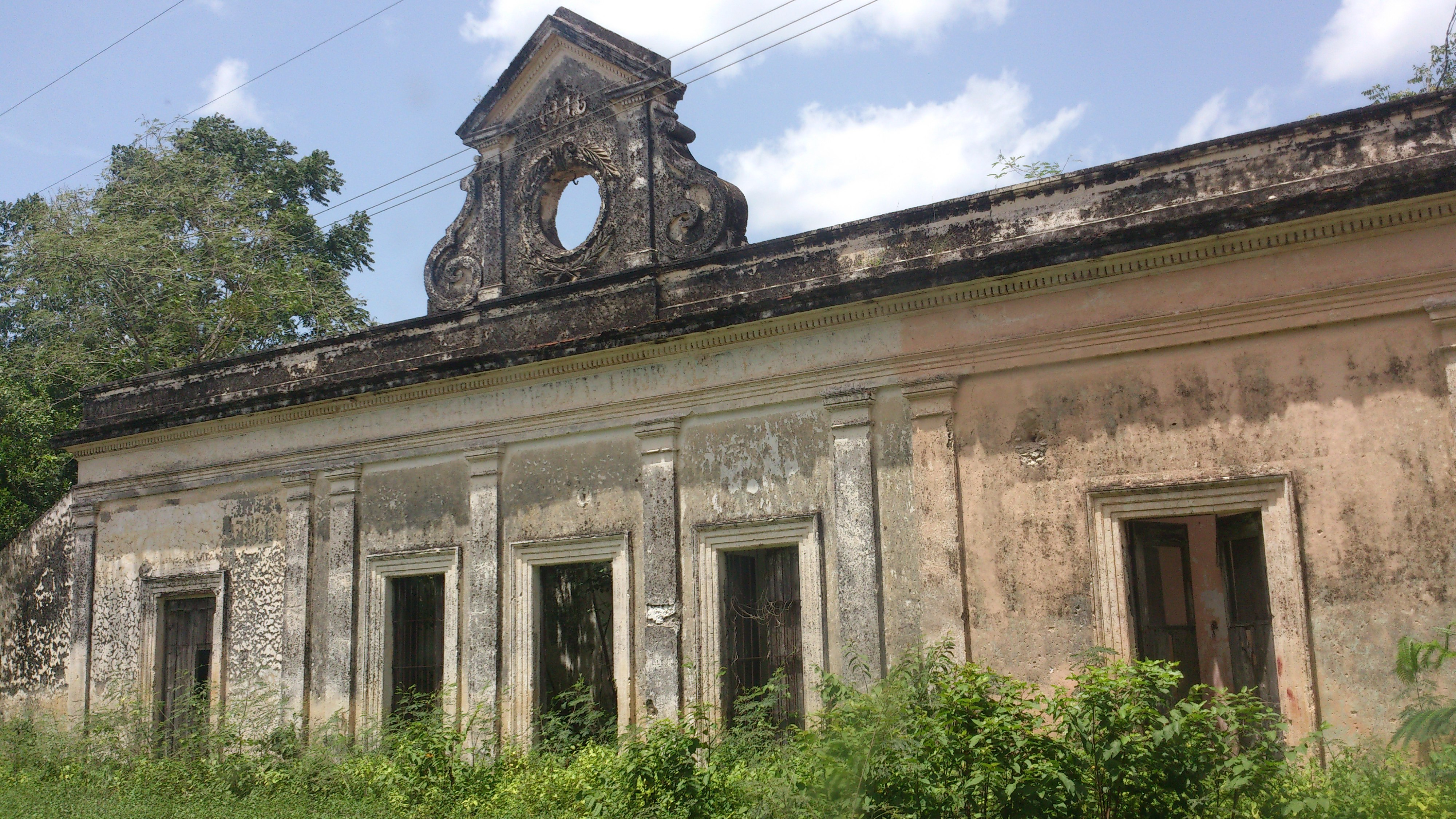
Restos de la Hacienda
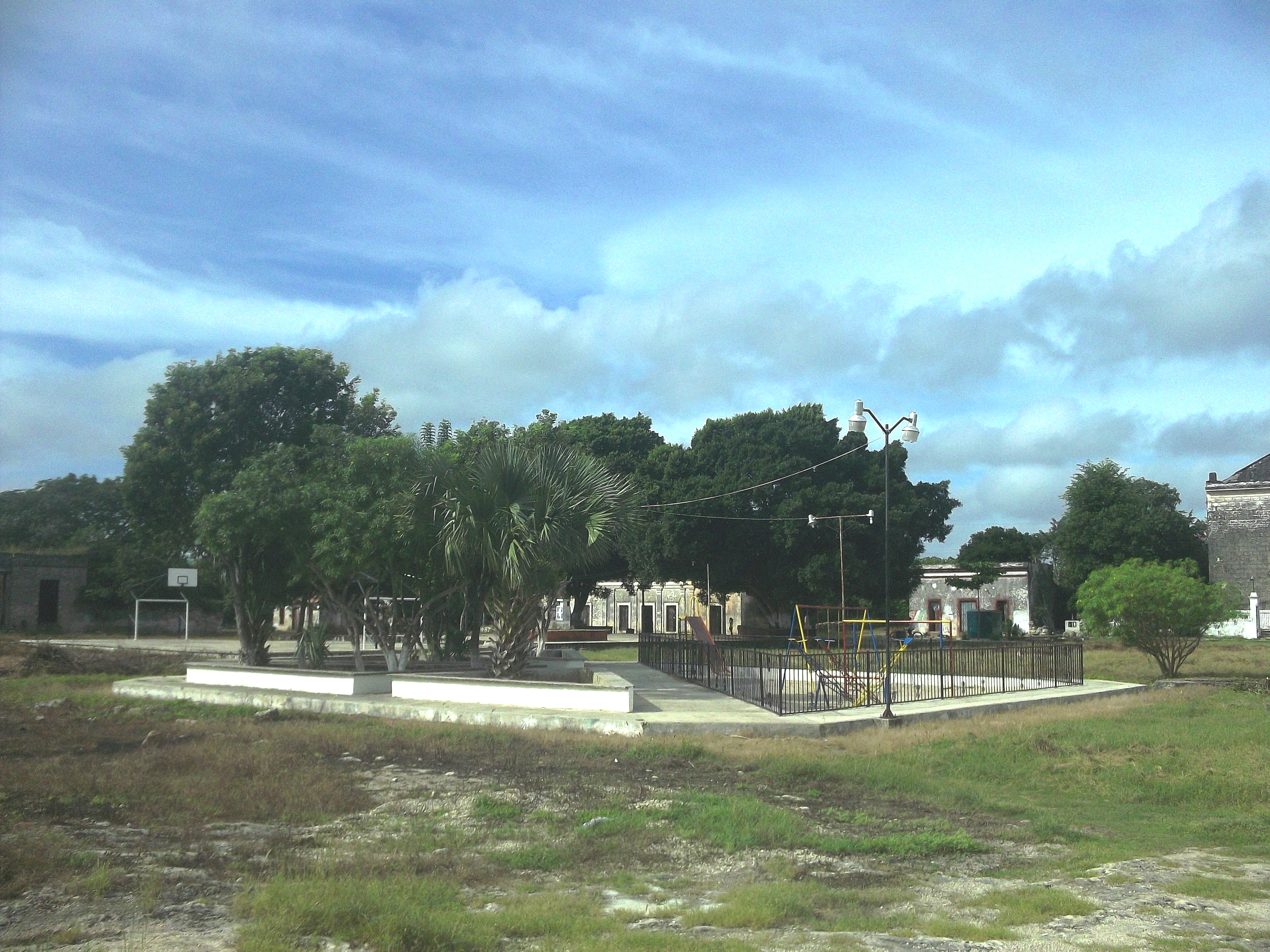
Parque principal.
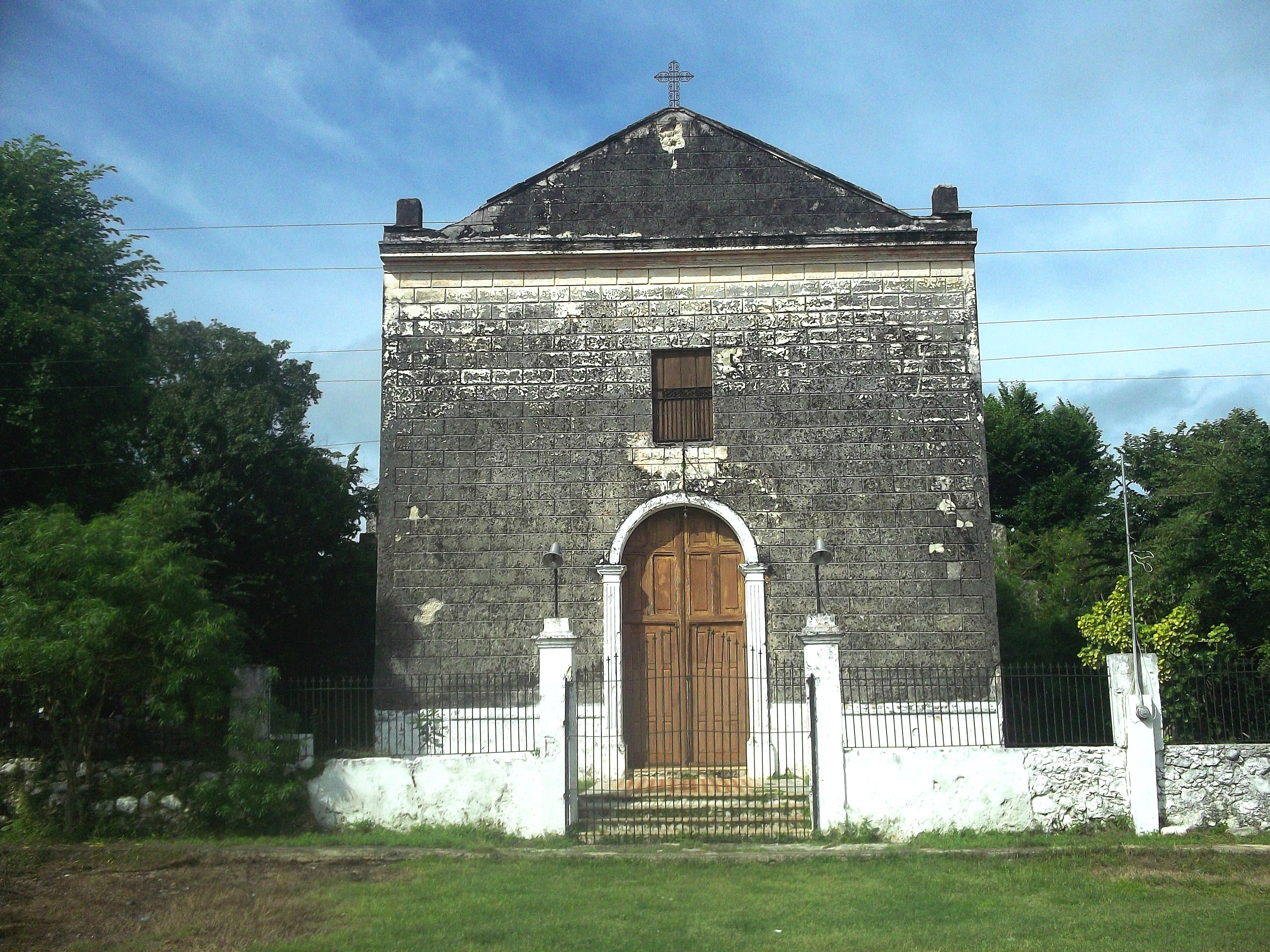
Iglesia.
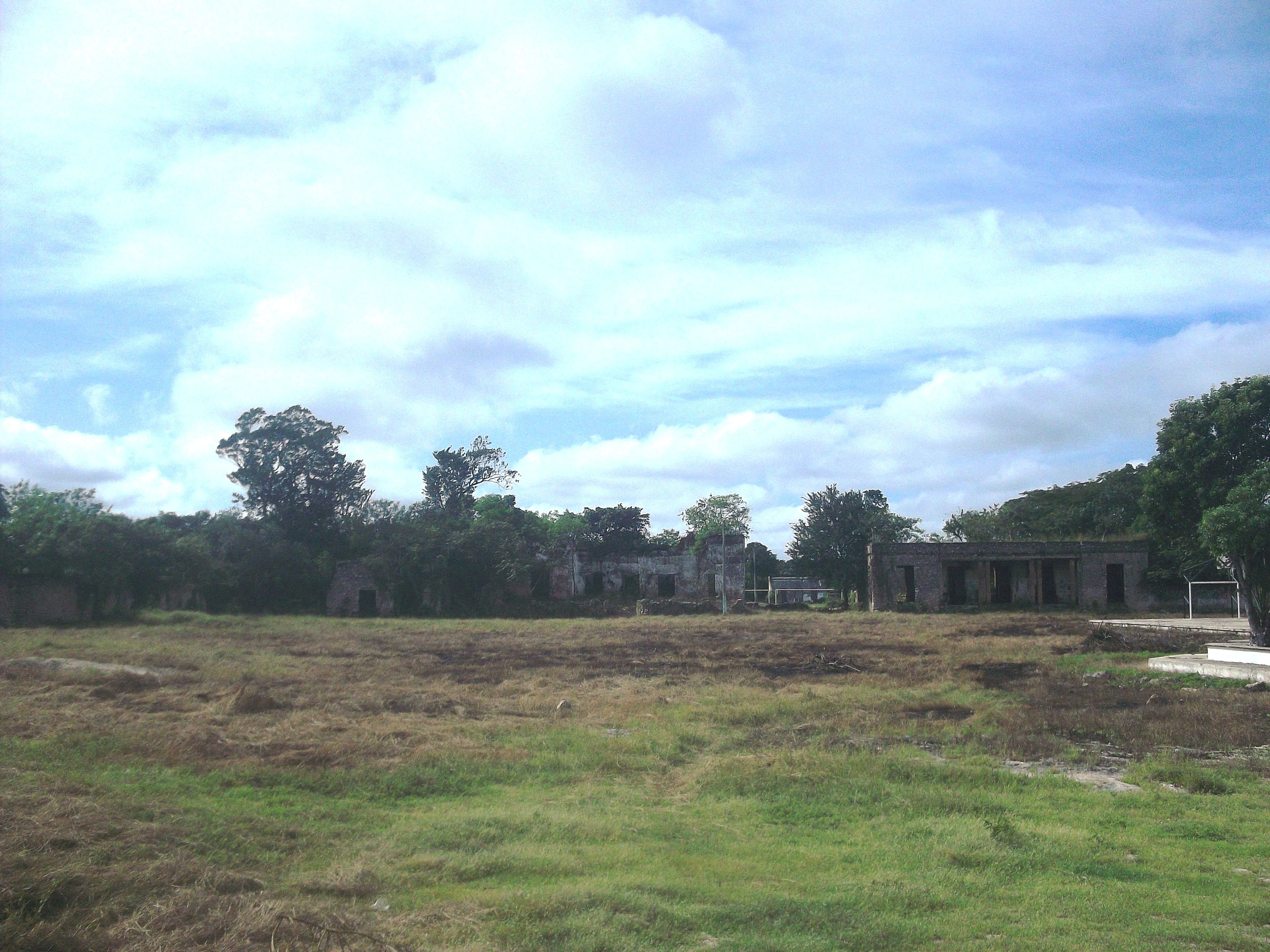
Hacienda.
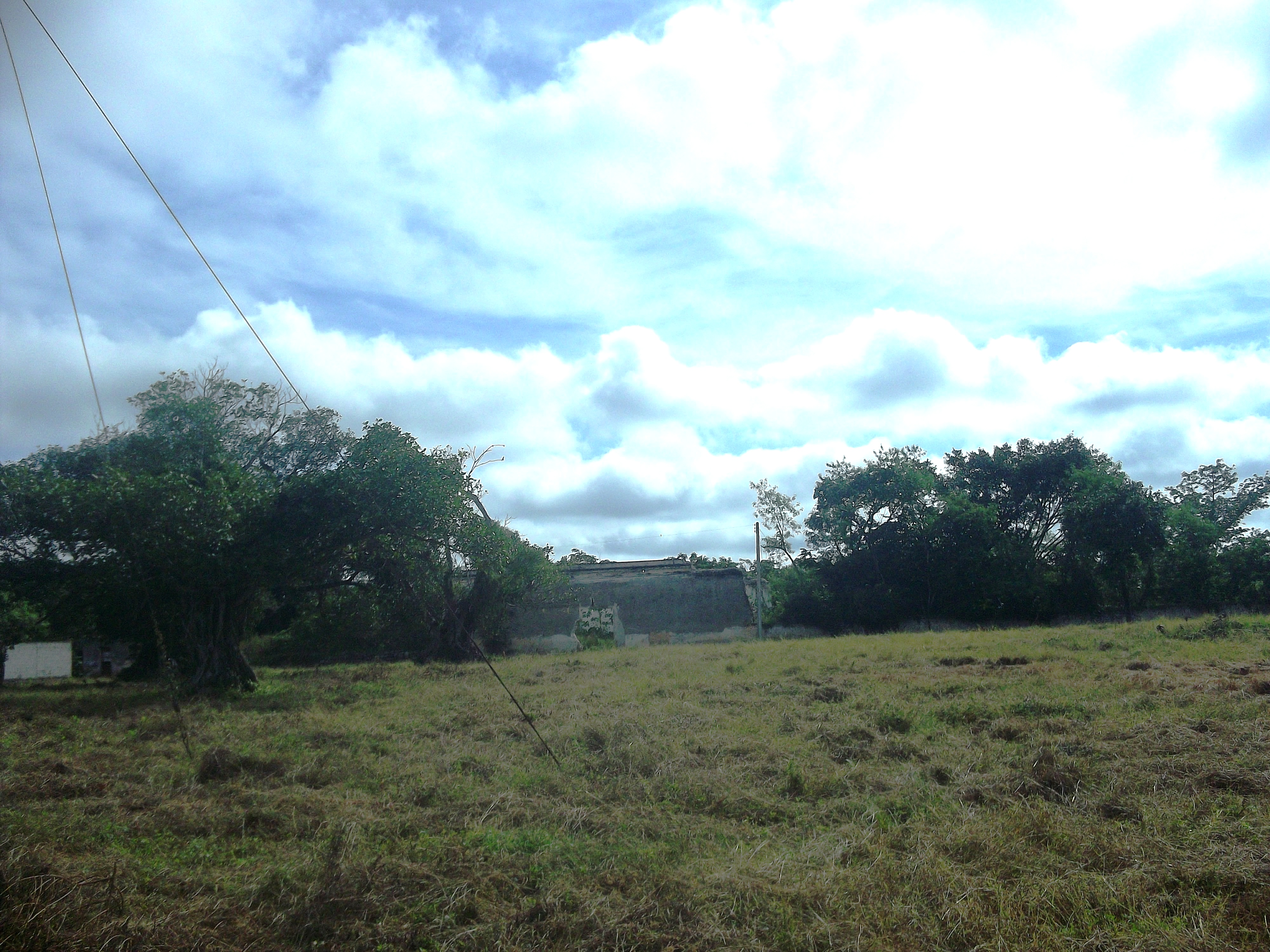
Hacienda.
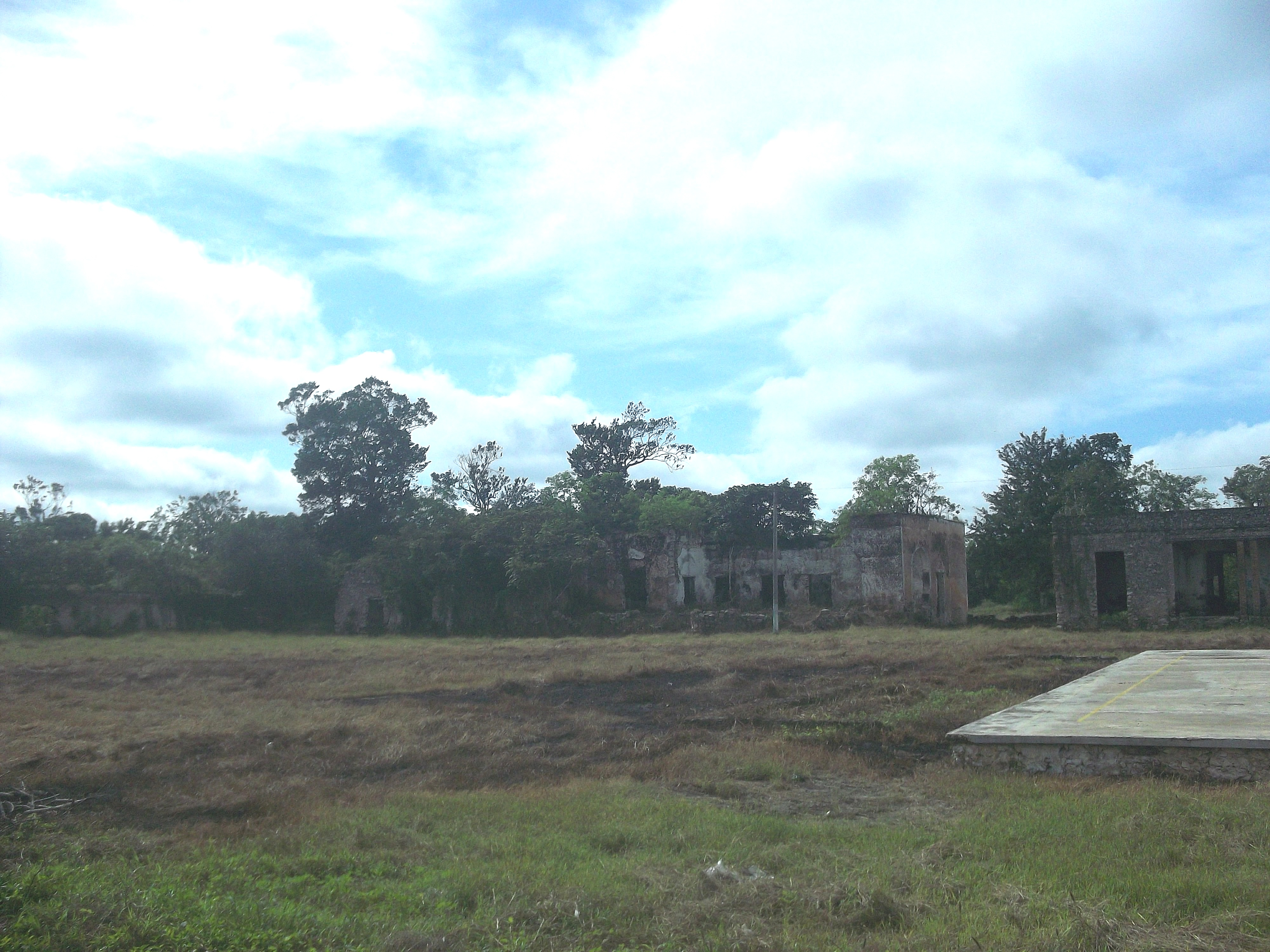
Hacienda.
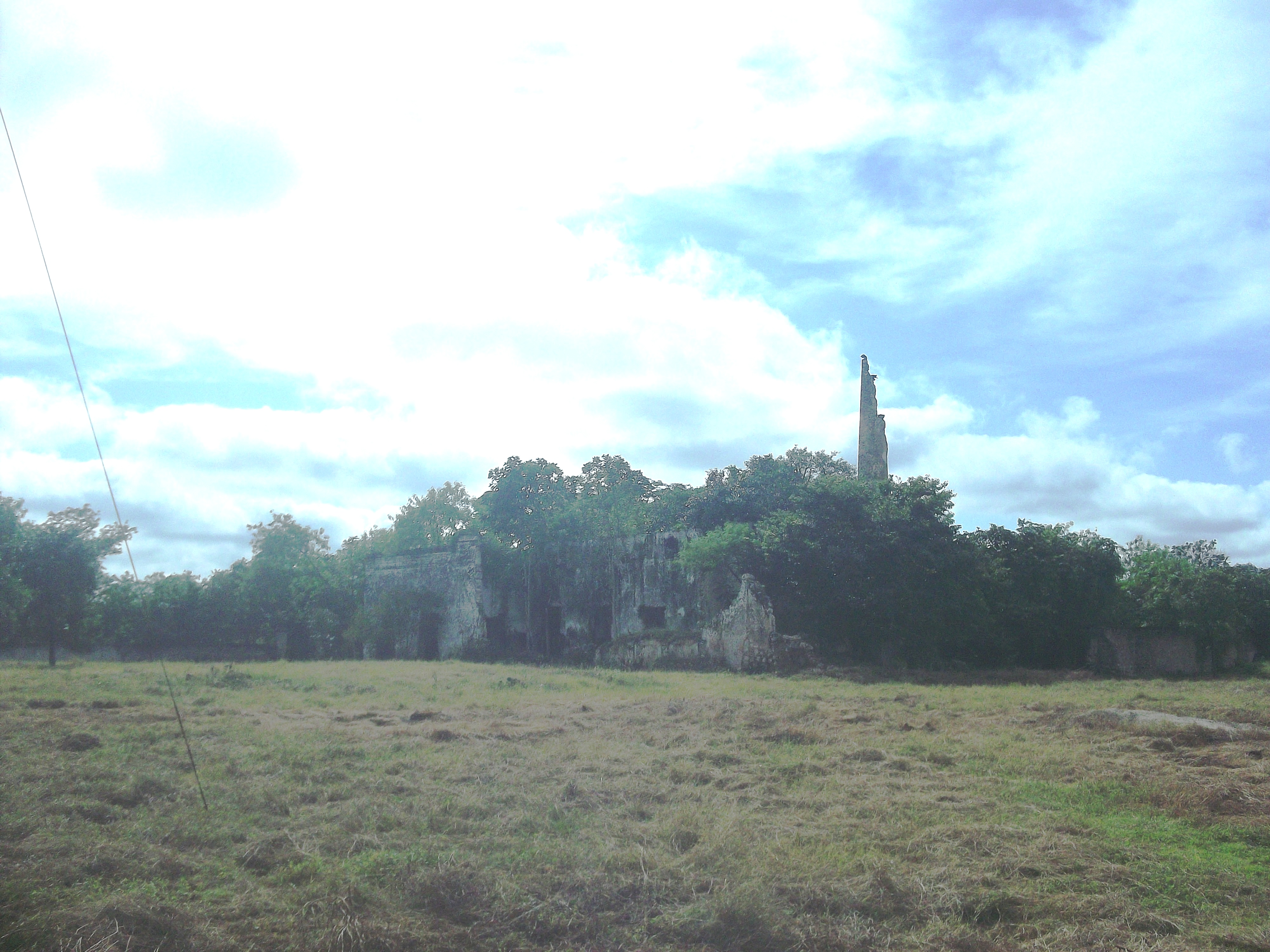
Hacienda.